# Variabler Tarif

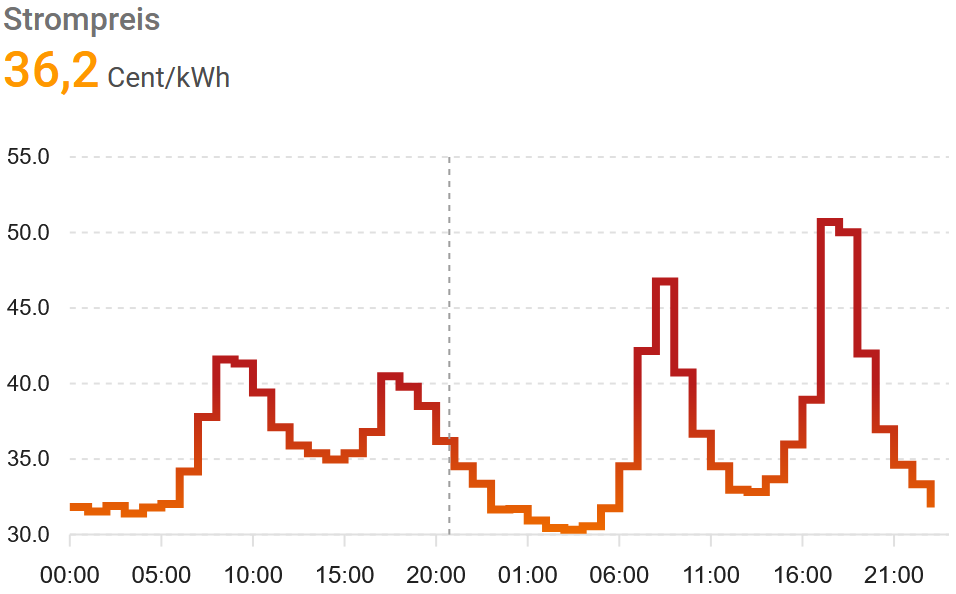
Eine Grundlage dynamischer Tarife können die Stundenpreise der EPEX Spot Dayahead Auktion des EPEX Spot-Markts sein. Hier dargestellt sind die Verbraucherpreise für den 13. und 14. Februar 2025 inklusive Steuern, Abgaben und Netzentgelte. Hervorgehoben ist der Preis für die Stunde 20 bis 21 Uhr.

Graphische Darstellung eines drei-stufigen Tarifs

Ein variabler Tarif oder dynamischer Tarif (englisch Dynamic Pricing, „dynamische Preisgestaltung“) ist ein Tarifmodell, das verschiedene Strompreisstufen, zeit- oder lastabhängig, in einem Tarif vereint. Ab dem 1. Januar 2025 ist das Angebot solcher Tarife verpflichtend, wenn der Letztverbraucher ein intelligentes Messsystem hat (EnWG § 41a).

## Nutzen für Endkunden
Private Haushalte tragen durch einen dynamischen Stromtarif das Risiko der Preisschwankungen am Strommarkt. Dieses zeichnet im Tagesverlauf sehr häufig durch regelmäßige Spitzenpreise um acht und neunzehn Uhr aus. Darüber hinaus können auch durch Wetterverhältnisse und andere Marktschwankungen über Tage oder Wochen insgesamt zu größeren Preisschwankungen führen. Diese Schwankungen liegen im Tagesverlauf häufig im Bereich um die 30 %. Sich an diesen Schwankungen zu orientieren und größere Stromverbraucher entsprechend zeitlich zu verschieben ist grundsätzlich möglich, im praktischen Einsatz aber meist recht aufwändig. Im optimalen Fall wird dies durch die Anbindung der Gerätesteuerung an die dynamischen Tarifdaten für den Tag ermöglicht. Voraussetzung ist aber einer gewissen Flexibilität bezüglich des Verbrauchszeitraums.

### Nutzungsbeispiele
Wenn vorhanden, stellen besonders Elektroautos (bzw. deren Ladezyklen) meist den höchsten Stromverbrauch und Leistung in einem Haushalt dar. Sie eignen sich auch deshalb besonders, da diese Autos meist selbst hochmoderne Ladesteuerungen beinhalten, die verwendete Wallbox ggf. steuerbar ist, oder der Stromanbieter selbst diese Steuerung übernehmen kann. Meist existieren hier sogar mehrere alternative Apps aus diesen Bereichen. Hierbei ist es häufig ausreichend, die billigsten Stunden zu nutzen und auf eine tägliche volle Akkuladung zu verzichten. Je weniger Stunden genutzt werden müssen, um die Fahrleistung zu gewährleisten, umso besser lassen sich Kostenvorteile aus den dynamischen Strompreisen ausnutzen.
Strombetriebene Heizungen (Wärmepumpen) können ebenso den größten Verbraucher im Haushalt darstellen. Die Leistung ist im Bereich von wenigen Kilowatt meist erheblich geringer als die einer Wallbox. Im Winter ist die Einsatzflexibilität der Wärmepumpe für Heizung und Warmwasser nicht so hoch, dennoch kann sie theoretisch meist für die zwei teuersten Tagesphasen jeweils ein bis drei Stunden pausieren, um die Spitzenpreise zu vermeiden. Die Steuerbarkeit oder Anbindung an die Stromtarife ist aber selten gegeben.
Weitere Verbraucher wie Spül- und Waschmaschinen neuerer Bauart sind auch steuerbar und können ihren Start auf günstige Stunden selbst verzögern. Allerdings ist ihr Verbrauch im Vergleich zu Wärmepumpen oder E-Autos nicht hoch. Bei anderen großen Verbrauchern wie E-Herd, Mikrowelle oder Backofen fehlt es meist an der Einsatzflexibilität.
Eine besonders hohe Flexibilität gewinnt ein Haushalt durch die Pufferung des Verbrauchs durch Akkus. Wenn diese beispielsweise für die Photovoltaik-Anlage bereits vorhanden sind und der Verbrauch durch PV-Strom nicht gedeckt werden kann, ist die Aufladung der Akkus aus dem Netz zu den günstigsten Stunden insgesamt eine gute Option. Selbst bei Haushalten mit sehr hohem Stromverbrauch (Wärmepumpe im Winter), lassen sich auch hier die teuren Stunden weitgehend vermeiden.
Hausautomatisierung, offene Schnittstellen und Open Source Ladesteuerungen können für technisch versierte Haushalte weitere Einsatzmöglichkeiten zur Ausnutzung von dynamischen Strompreisen bieten.
Bei Schwankungen über Tage oder länger überwiegt das Preisrisiko auf Kundenseite.

## Ziele
Variable Tarife verfolgen die Ziele:

### Lastgangmodifikation
Die Modifikation des üblichen Lastprofils kann langfristig (bis hin zu permanent), mittelfristig oder kurzfristig erfolgen. Möglichkeiten der Lastgangmodifikation sind:
- Spitzenlastkappung
- Lastabsenkung
- Lastanhebung
- Lastgangverlagerung
- Schwachlastanhebung
- spezifische Lastführung.

Mittels lastvariablen Tarifen können Effekte wie die ökonomische Optimierung des Kraftwerkparks und der Stromnetze, die Reaktion auf außergewöhnliche Marktereignisse, die Integration fluktuierender Erzeugung und Netzschutz erzeugt werden.
Variable Tarife, die darauf abzielen, den Lastgang zu modifizieren, wirken indirekt energiesparend. Zum Beispiel können durch eine Lastverlagerung von Spitzenlast- in Schwachlastzeiten (oder in Zeiten mit Erzeugungsüberschuss) die Einspeisung erneuerbarer Energien besser genutzt und negative Preise im Stromhandel vermieden werden. Weiterhin wird dadurch die Residuallast nach Abzug der erneuerbaren Einspeisung geglättet und damit ein gleichmäßigerer Einsatz der konventionellen Erzeugung und damit auch ein besserer Wirkungsgrad erreicht.
Ein angepassterer Lastgang und somit gleichmäßigerer Strompreis über die Tageszeit fördert auch den weiteren Ausbau der erneuerbaren Energien, weil sonst die Erzeuger im Stromhandel künftig immer weniger Erträge erzielen wenn Wind oder Sonne verfügbar sind. Ohne eine deutliche Flexibilisierung von konventionellen Kraftwerken und der Stromnachfrage werden die Stunden mit negativen Strompreisen drastisch zunehmen. Dies hätte zur Folge, dass zum einen hohe Mengen an Erneuerbaren Energien, die in der Direktvermarktung sind, abgeregelt würden. Zum anderen würde die EEG-Umlage deutlich ansteigen, da die Übertragungsnetzbetreiber negative
Verkaufserlöse bei der Vermarktung der Erneuerbaren-Energien-Strommengen in diesen Stunden hätten und es zu steigenden Differenzenkosten bei den Erneuerbare–Energien-Anlagen käme, die in der Direktvermarktung sind. Beides ist aus gesamtwirtschaftlicher Sicht ineffizient.

### Marktbeteiligung
Die Marktbeteiligung zielt auf die direkte Beteiligung der Privatkunden am Energiemarkt ab. Entsprechend gibt es Tarife, die neben einer fixen Grundgebühr den Stromverbrauch einer Stunde zum Börsenstrompreis für diese Stunde abrechnen. Das ist mit Chancen aber auch Risiken verbunden, die dem Energiemarkt innewohnen. Der Stromkunde trägt die Risiken hoher Börsenstrompreise mit.
Mittelfristig
Eine mittelfristige Bindung wird mittels Tarifmodellen erreicht, die zeitvariable Tarife mit indexierter Anpassungsfunktion aufweisen. Sie reicht in der Regel über einen Zeitraum von Monaten bis hin zu Jahren.
Kurzfristige
Eine kurzfristige Bindung hingegen wird mittels zeitvariabler Tarife in Verbindung mit häufigen Events erreicht. In der Regel reicht sie über einen Zeitraum von Tagen bis Wochen.
Für die Elektrizitätsversorgungsunternehmen bedeuten die kurz- und mittelfristigen Zielvorgaben eine Risikominimierung in der Beschaffung, da die Beschaffungskosten schneller an die Privatkunden weitergegeben werden können. Für die Kunden beinhalten diese Maßnahmen jedoch eine erhöhte Markttransparenz und eine partielle Kostensenkung.
Die Marktbeteiligung als primäre Zielsetzung kann eine Beeinflussung des Lastgangs nach sich ziehen. Da aber der Fokus der Energieversorger innerhalb dieser Zielsetzung auf die Marktbeteiligung der Kunden abzielt, hat die Beeinflussung des Lastgangs nur einen sekundären Stellenwert.

### Individualisierung
Individualisierung meint die Ausrichtung des Tarifs auf spezielle Bedürfnisse von Kundensegmenten oder auf spezifische Lastgänge.
Die Tarifmodelle zur Individualisierung stellen zeitvariable Tarife in Kombination mit Events, spezifischen Energiemerkmalen und Zahlungs-/Vertragsmerkmalen dar. Die Individualisierung von Tarifmodellen bezweckt die Kundenbindung respektive deren Neugewinnung, Margenerhöhung für die Energieversorgungsunternehmen und Kostensenkung für Privatkunden.

## Wirksamkeit variabler Tarife
Ob variable Tarife effizient sind bzw. ob sie überhaupt Wirkung erzielen, hängt unter anderem von den Kunden ab. Nehmen Kunden die tariflichen Angebote nicht wahr, die zum Beispiel eine Lastverlagerung zum Ziel haben, wird sich die Last im angestrebten Zeitraum nicht verlagern. In zahlreichen Feldexperimenten in verschiedenen Ländern konnte gezeigt werden, dass viele Haushaltskunden auf variable Preise reagieren.
Andererseits nehmen die Tarifmodellierungen ebenso Einfluss auf die Wirksamkeit. Stellen sie Angebote dar, die nicht auf den Privatkunden zugeschnitten sind, wird dieser sie voraussichtlich nicht akzeptieren (Vgl. Kundensegmentierung bei Stromtarifen). Abhängig von ihrem Verbrauchsprofil und ihrer Preiselastizität können Kunden unter verschiedenen Tarifen unterschiedliche Einsparungen erzielen. Insbesondere das Laden von Elektroautos lässt sich gut in Zeiten mit niedrigem Börsenstrompreis verschieben. Einige Wallboxen haben diese Funktion bereits integriert.
Bei Gewerbe- und Industriekunden mit größerem Stromverbrauch liegt das Potenzial derzeit noch deutlich höher als bei Privatkunden. Wenn Kunden einen sehr flexiblen Verbrauch haben, konnten sie schon 2015 ihren Stromverbrauch auf Basis viertelstündlicher Strompreissignale anpassen und damit die eigenen Stromkosten senken. Ein Beispiel hierfür sind Deiche, die mit Hilfe von Pumpen regelmäßig trockengelegt werden müssen. Die Pumpen müssen nicht durchlaufen, sondern können ihren Stromverbrauch auf die Stunden und Viertelstunden verschieben, in denen der Strom sehr günstig ist.

## Variable Tarife in Deutschland
Mit dem 2008 in Kraft getretenen Gesetz zur Öffnung des Messwesens bei Strom und Gas für Wettbewerb wurden ab 1. Januar 2010 bei Zähler-Renovierung oder -Neueinbau gesetzlich Messeinrichtungen verpflichtend, die „den tatsächlichen Energieverbrauch und die tatsächliche Nutzungszeit widerspiegeln“ (sogenannte Intelligente Zähler und modernen Messeinrichtungen). Für Stromanbieter eröffnen die neuen Messeinrichtungen die technische Option Letztverbrauchern „lastvariable oder tageszeitabhängige Tarife“ anzubieten; ab dem 1. Januar 2025 ist das Angebot solcher dynamischen Tarife verpflichtend, wenn der Letztverbraucher ein intelligentes Messsystem hat (EnWG § 41a).
Einige Stromanbieter nutzen bereits vor dem Stichtag diese vom Gesetzgeber geschaffene Innovation mit dem Angebot von Tarifen, die den Endverbraucher in die Lage versetzen, sein Verbrauchsverhalten an die Stromerzeugungssituation und Strombörsenpreise anzupassen und davon zu profitieren:
| Unternehmen   | Zahl der Kunden |
| ------------- | --------------- |
| aWATTar       | ?               |
| E.ON          | ?               |
| GASAG         | ?               |
| Naturstrom AG | ?               |
| rabot.charge  | 50.000          |
| Tibber        | 100.000         |
| Ostrom        | ?               |

Mitte 2023 befinden sich in Deutschland ungefähr 500.000 Energiekunden in einem dynamischen Stromtarif (Stand: 2023).